# Вика підтинна
Вика підтинна, вика плотова, горошок плотовий (Vicia sepium) — вид трав'янистих рослин родини бобові (Fabaceae), поширений у Євразії й Марокко.

## Опис
Рослина азотофіксуюча, кореневищна багаторічна, 30–40(100) см. Стебла підняті чи виткі, стрункі, не розгалужені, майже голі, іноді з рідкісними м'якими волосками. Листя 7–12 см, складаються з 4–8 пар протилежних листочків, які довгасто-яйцеподібні або довгасто-ланцетні, 6–30 × 4–13 мм, волосисті, верхівка тупа або усічена. Квіти 2–4(6) в пахвових пучках. Квіти бліді фіолетово-пурпурові, червоні, або від майже фіолетових до рожевих, 10-15 мм завдовжки. Біб від широко подовженого до субромбічного, злегка вигнутий, 20–40 × 5–8 мм, верхівка — дзьоб. Насіння 5–7, сплющено-сфероїдне. Переважає перехресне запилення комахами. Гарний потенційний корм із високою поживною цінністю.

## Поширення
Африка: Марокко; Азія: Вірменія, Азербайджан, Грузія, Російська Федерація, Китай, Казахстан, Киргизстан, Таджикистан, Монголія, Японія, Корея, Туреччина; Європа: уся територія, крім Свальдбарда. Введений у Ґренландії й Канаді.
Населяє узлісся, огорожі, купини, схили пагорбів, луки, поля, узбіччя доріг; на висотах до 2200 м.
В Україні зростає на галявинах, луках, у чагарниках — у лісовій зоні й лісостепу звичайний; у степу зрідка.

## Галерея

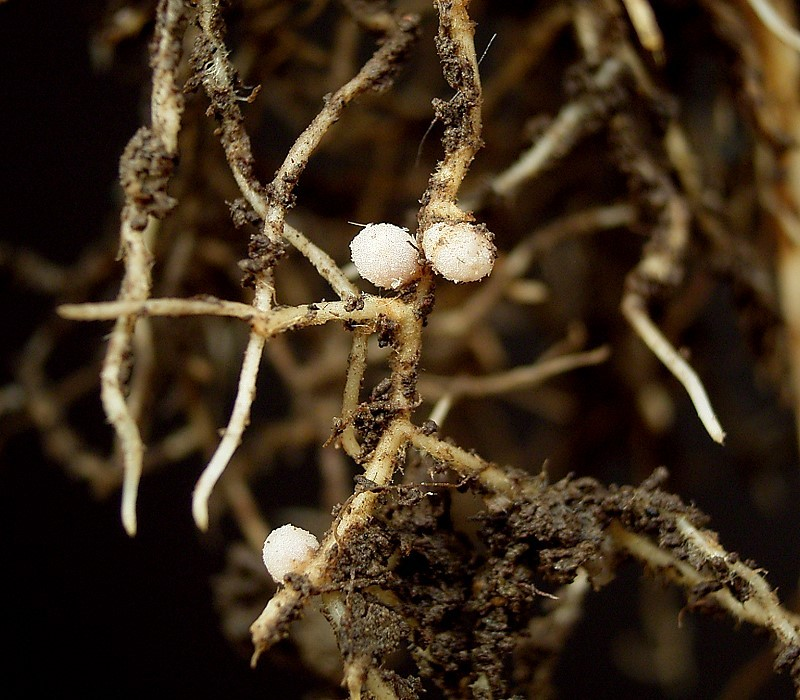
коріння
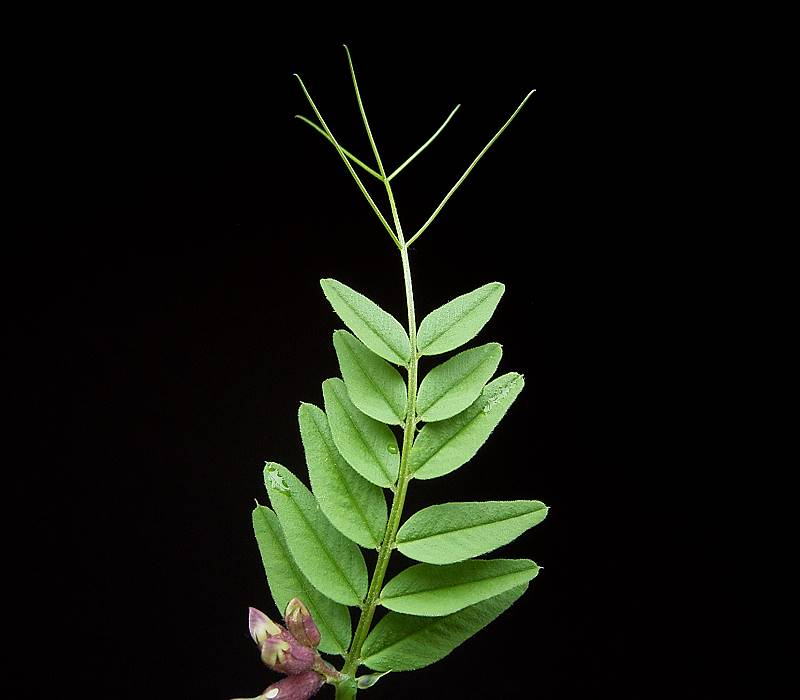
листя
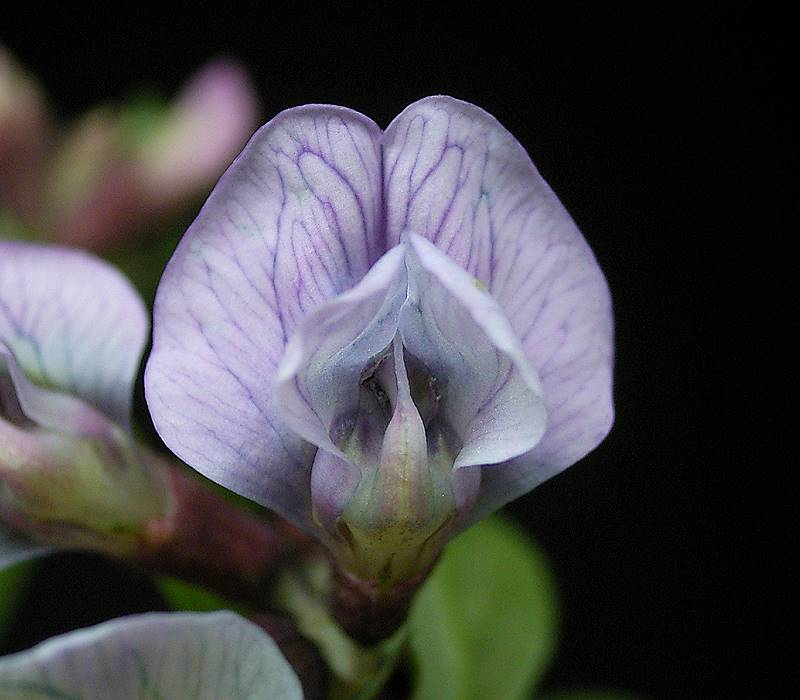
квітка
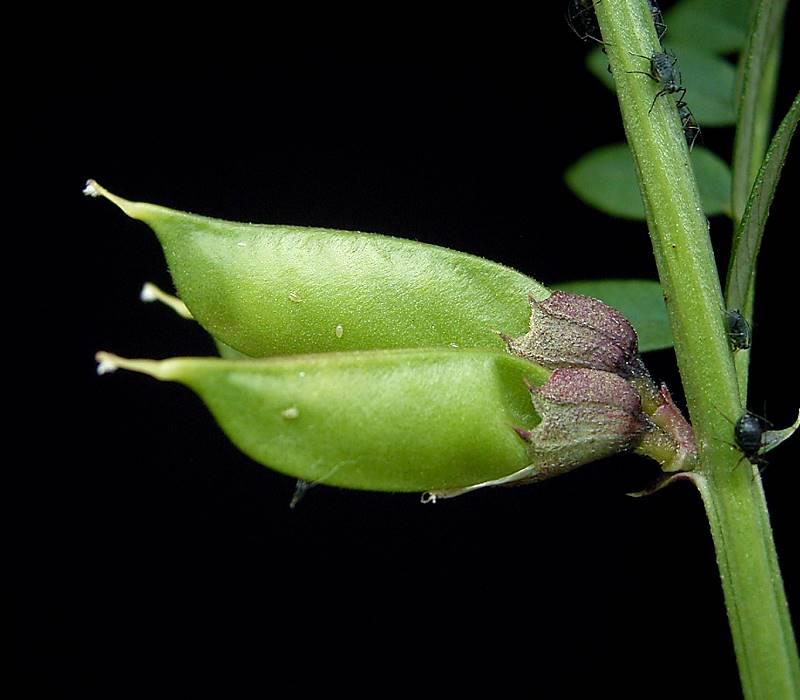
плоди
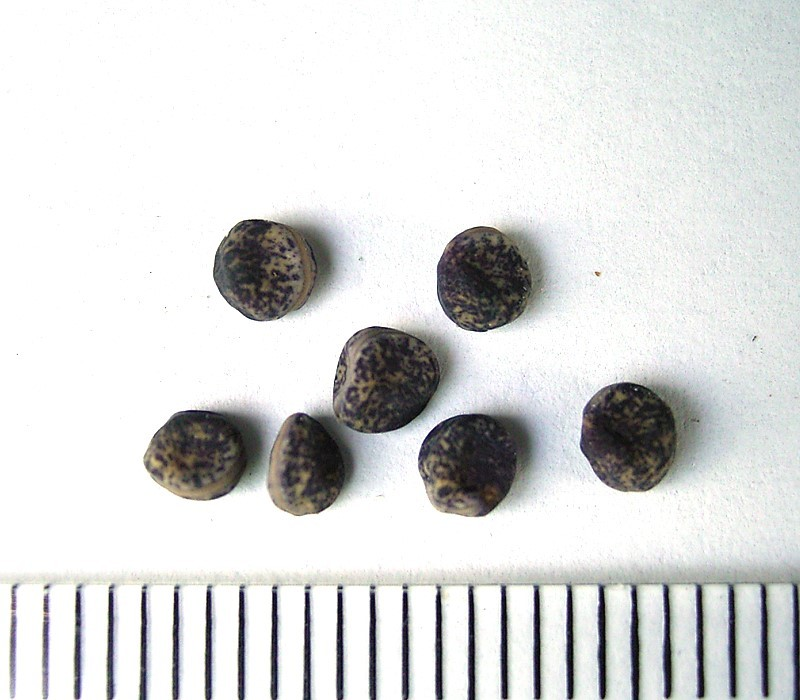
насіння